# Eilicrinia unimacularia
Eilicrinia unimacularia är en fjärilsart som beskrevs av Rudolf Püngeler 1914. Eilicrinia unimacularia ingår i släktet Eilicrinia och familjen mätare. Inga underarter finns listade i Catalogue of Life.